# Оркен (Туркестанская область)
Оркен (каз. Өркен, до 2008 г. — Юбилейное) — сел в Мактааральском районе Туркестанской области Казахстана. Входит в состав сельского округа Жолдабая. Код КАТО — 514473700.

## Население
В 1999 году население села составляло 452 человека (244 мужчины и 208 женщин). По данным переписи 2009 года, в селе проживало 459 человек (239 мужчин и 220 женщин).